# Ochlerotatus albineus
Ochlerotatus albineus is een muggensoort uit de familie van de steekmuggen (Culicidae). De wetenschappelijke naam van de soort is voor het eerst geldig gepubliceerd in 1923 door Eugène Séguy.